# صيد الأسماك

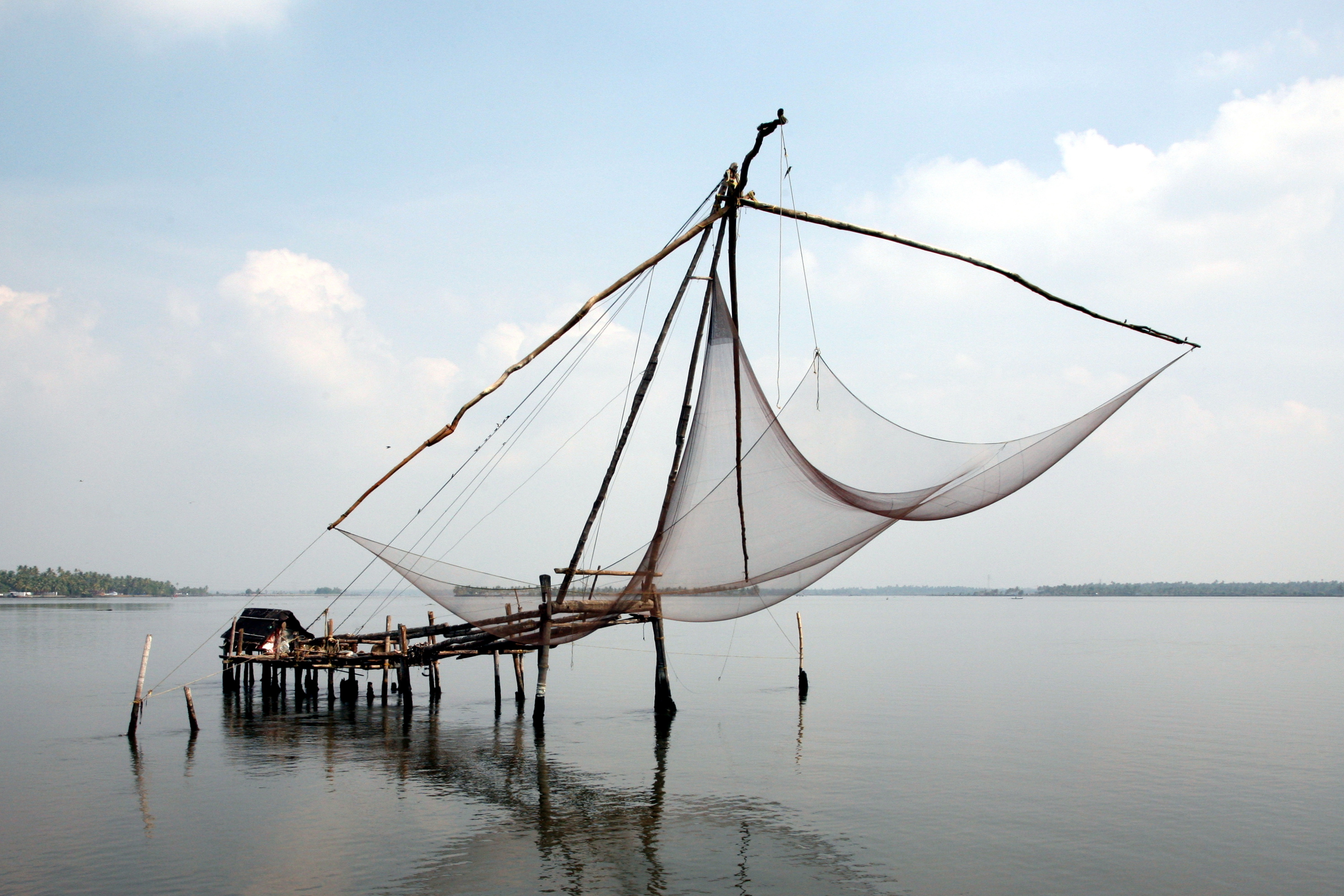
شبكة صيد صينية قرب كوشي

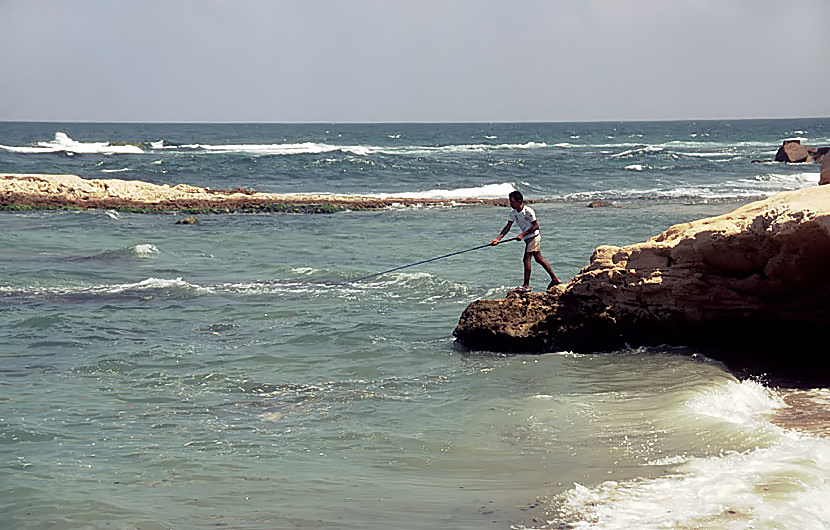
رجل يصطاد السمك في أبي قير باستعمال صنارة.

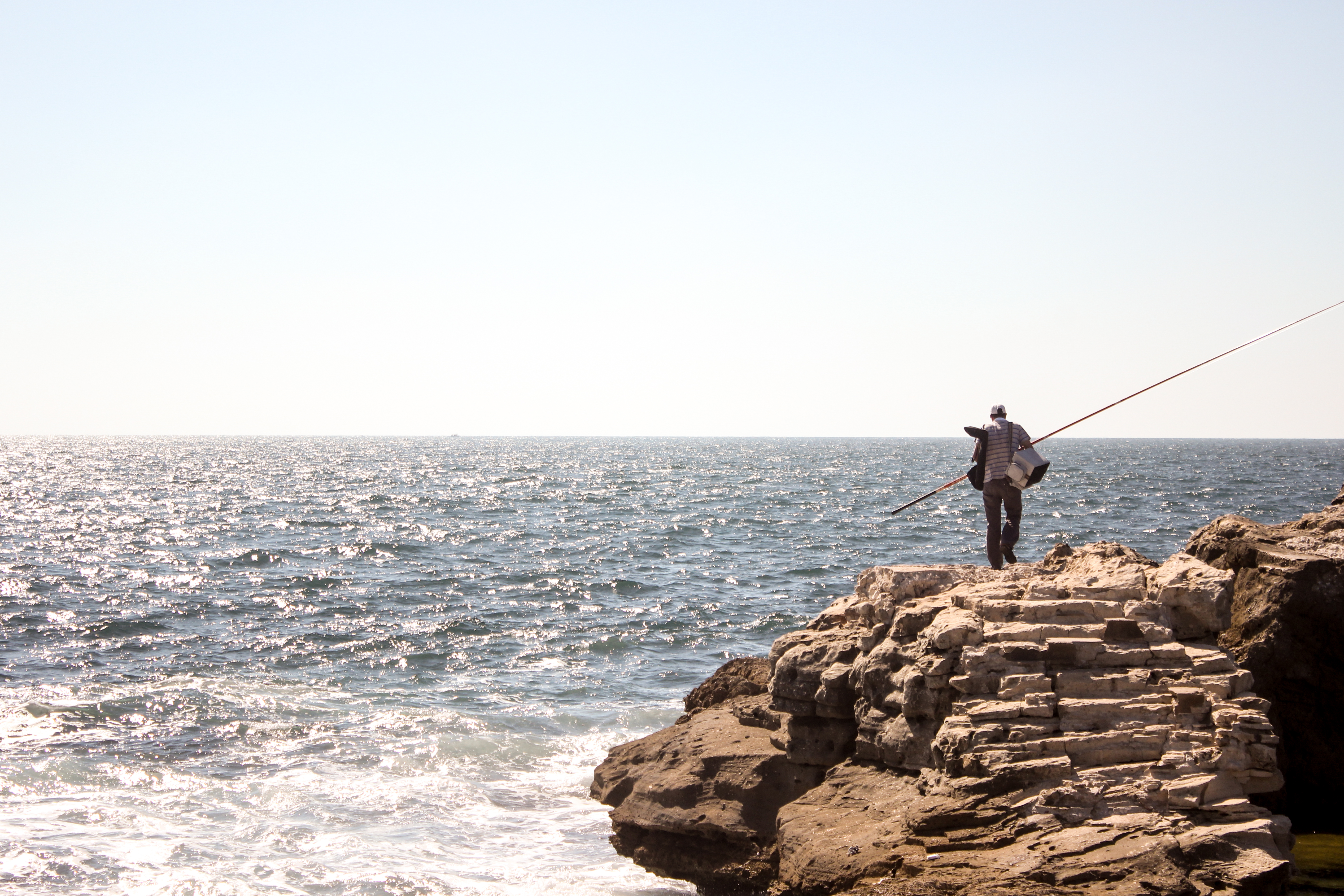
رجل يصطاد السمك بالصنارة على شاطئ المنتزه.

صيد السمك أو السِّماكة هي أحد أكثر أشكال الترويح انتشارًا، وهي إحدى أكثر أشكال الرياضات التي تتطلب صبرًا طويلًا. حيث يقوم بعض الناس بصيد السمك باستخدام عصي بسيطة وتقليدية من الخيزران ويستخدم غيرهم قصبات قابلة للتمديد أو قصبات من 3 أجزاء و تكون مصنوعة إما من ألياف الزجاج أو من الكربون. يستخدم سبيب مصنوع من النايلون أو خيط عبارة عن ضفيرة ومعدات إضافية تتطلب مهارات أكبر لاستخدامها.

## طرق صيد السمك
من بين أكثر طرق صيد السمك في البحر شيوعاً، الصيد برمي الطعم فوق الموج والصيد بالطُعم الاصطناعي والصيد باستعمال الطافي والصيد بالقارب إضافة إلى تقنيات أخرى لصيد السمك في الماء.

### صيد الأسمك أثناء الصيد بالطعم الإصطناعي
يقوم الصياد بإلقاء سمكة اصطناعية مزودة بصنانير ثلاثية في الماء ثم يستعيد الخيط بحذر في محاولة منه لإغراء السمكة كي تأكل الطعم، أما في الرمي فوق الموج فيجب استعمال طعم يقتات عليه السمك طبيعياً كالدود و الرخويات والأسماك الصغيرة وغيرها حيث يتم تزويدها بصنارة وإضافة ثقل يزن بين 20 و 150 غرام إلى الخيط الرئيسي ثم إلقاؤه لمسافة بعيدة تتراوح بين 60 و250 متر أو أكثر.

## التاريخ

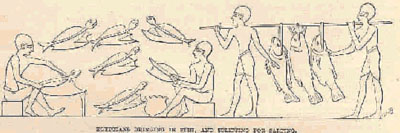
شنكار قديم

الصيد هو ممارسة قديمة تعود على الأقل إلى فترة العصر الحجري القديم والتي بدأت قبل نحو 40.000 سنة مضت. وبتحليل النظائر من بقايا هياكل عظمية من 40.000 عام من شرق آسيا، وقد ظهر أنه يستهلك أسماك المياه العذبة. نهر النيل قديمًا كان مليئًا بالأسماك التي كانت الغذاء الرئيسي لعدد كبير من السكان المصريين.

## هواية الصيد

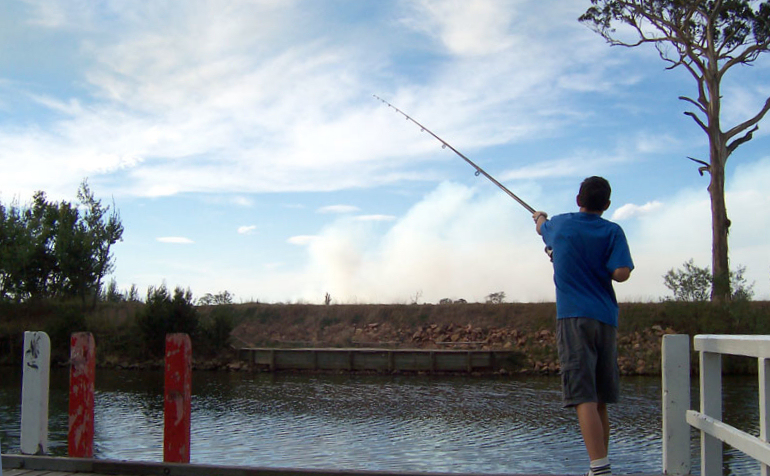
صياد هاوي

هي رياضة للصبر والمتعة والإثارة. وعادة ما يمنع استخدام الشباك، ويكون صيد الأسماك بالصنانير. وصيد السمك بالصنارة للهواة في المقام الأول.

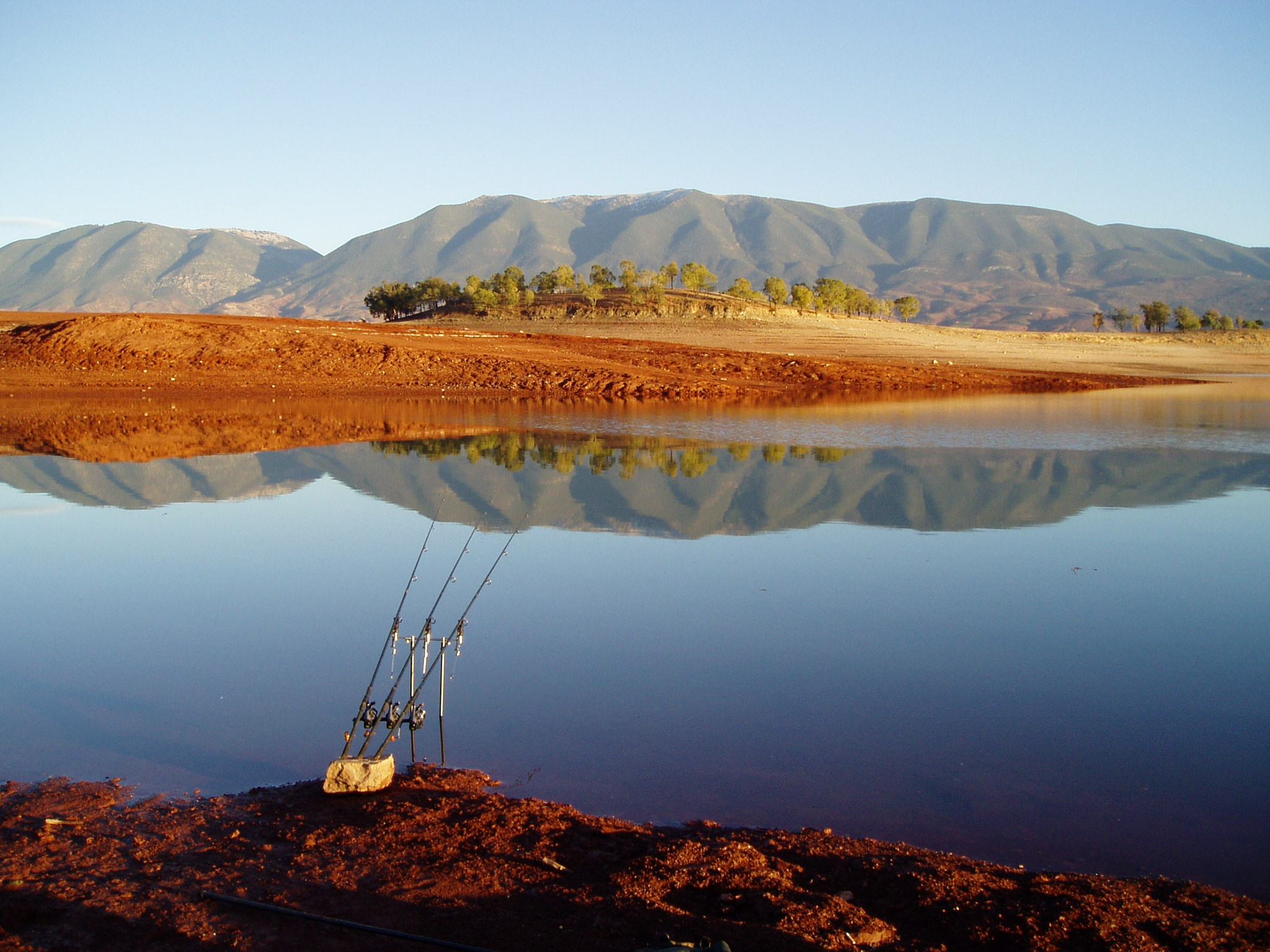
سنارة صيد على ضفة بحيرة سد بين الويدان المغرب.

## الصيد التجاري

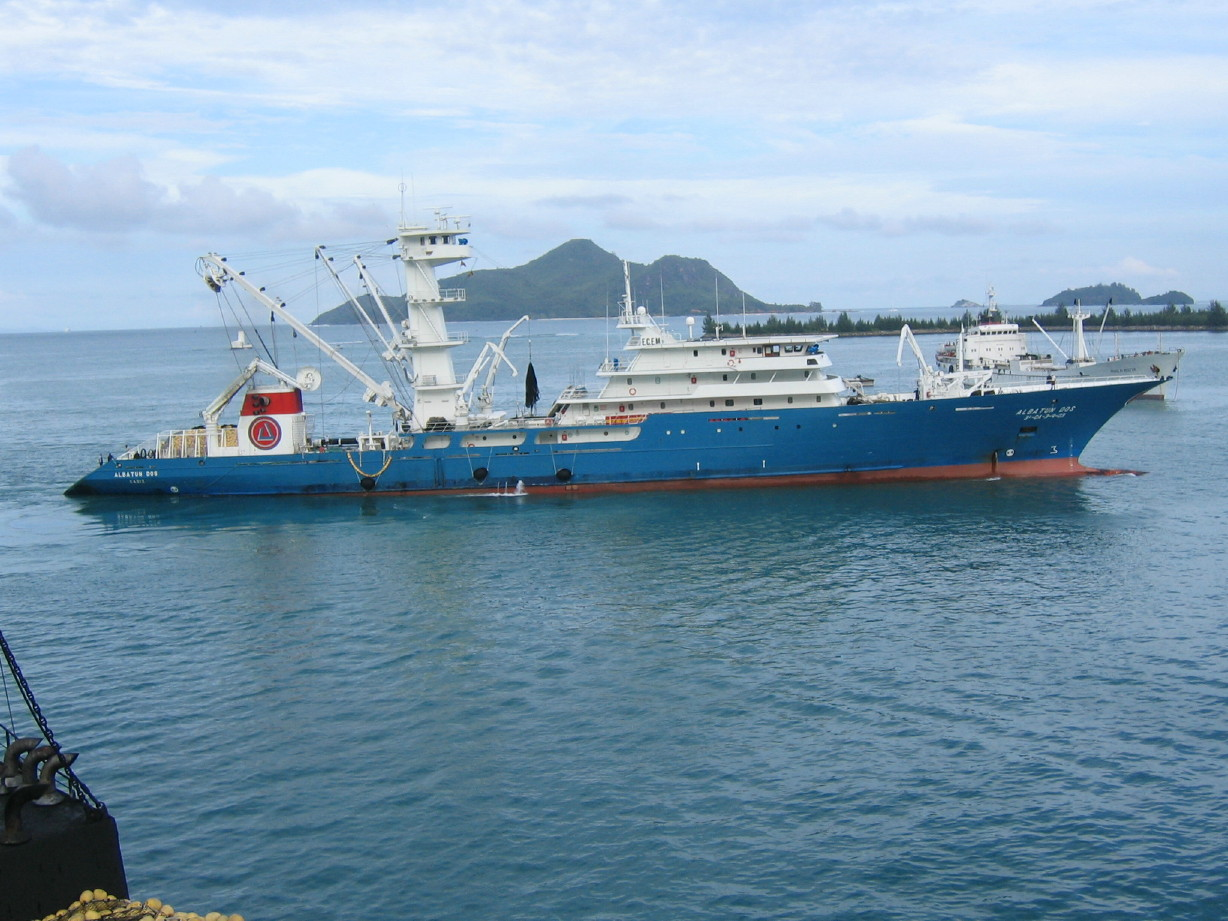
سفينة صيد تجاري

الصيد التجاري هو التقاط الأسماك للأغراض التجارية. وبكميات كبيرة. وطرق الصيد التجاري أصبحت فعالةُ باستخدام شباك واسعة في البحر.

## شباك الصيد

### الطاروف
الطاروف كلمة كويتية تطلق على نوع من شباك صيد السمك يَتميّز بقصر طوله وعمقه. يُستخدم على الشواطئ حيث العمق لا يزيد عما يتراوح بين ثلاثة وأربعة أمتار. طول الطاروف يكون في العادة بحدود ثلاثين مترًا. يُستخدم لصيد أسماك الشاطئ مثل الميد والبياح والشعم والمزيزي والسبيطي والحمام والمشوه.